# Платонов, Виктор Леонидович
Виктор Леонидович Платонов (род. 11 сентября 1951 года, Москва, СССР) — театральный художник-постановщик, сценограф, Заслуженный художник Российской Федерации (2000), лауреат Премии «Золотая маска», член Союза театральных деятелей России, главный художник Московского детского театра теней.

## Биография
Виктор Леонидович Платонов родился 11 сентября 1951 года в Москве. В 1966 году начал работать в мастерских Государственного Центрального театра кукол в качестве художника-конструктора театральных кукол. Параллельно с работой в ЦГТК учился на вечернем отделении Московского театрального художественно-технического училища (МТХТУ), которое закончил в 1972 году. Виктор Леонидович является одним из лучших театральных сценографов и конструкторов кукол. Вместе с Габриадзе, Резо Леванович поставил «Песню о Волге» (Санкт-Петербургский театр Сатиры на Васильевском острове), спектакль стал обладателем премий «Золотой софит» и «Триумф», а сыгравший в нём В. Платонов получил за лучшую мужскую роль «Золотую маску». Таким образом, спектакль «Песнь о Волге» стал первым актёрским дебютом для художника.
С 1978 года занимается художественно-постановочной работой:
- 1978—1983 — художник-постановщик театра «Люди и куклы» (Кемерово);
- 1983—1984 — главный художник Оренбургского областного театра кукол;
- 1985—1986 — главный художник Ижевского Государственного театра кукол;
- с 1988 — художник-постановщик Московского театра-студии «Человек»[1].

Преподавал в «Интерстудио» (филиал Санкт-Петербургской Академии Театрального Искусства).
Основные работы в театре:

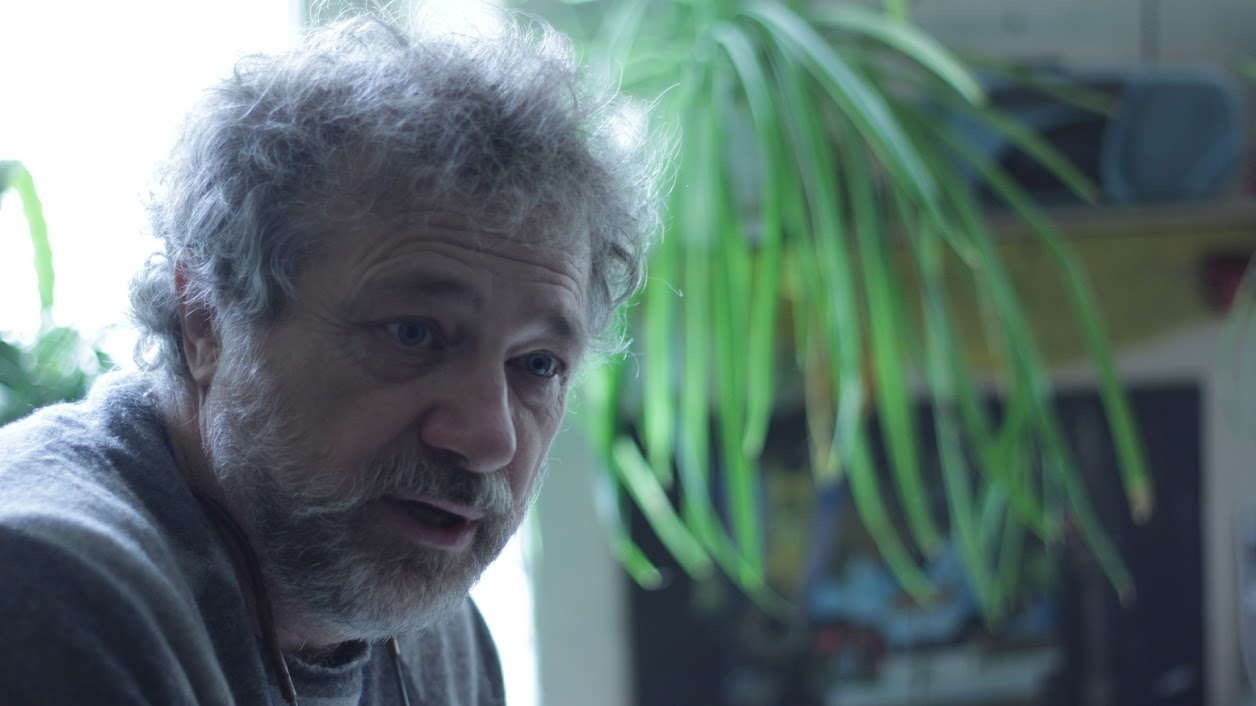
Виктор Платонов на театральном форуме СТД РФ «Театр. Время перемен», сентябрь 2014 г.

- «Стриптиз», «Клопомор», «Зигзаги», «Бриколаж», «Фандо и Лис», «Между нами», (театр-студия «Человек»);
- «Академия смеха», «Сон в шалую ночь», «Вий», «Offис», «В тени виноградника», «Трое на качелях», «Джан», «Девичий источник», «Поздравляю с будним днём!» (Московский драматический театр им. А. С. Пушкина);
- «Крошка Цахес», «Долгая дорога в ночь» (театр Моссовета);
- «Сон в летнюю ночь» (Пермский театр);
- «Господин Кольперт» (Новосибирск).

Регулярно приглашается в состав жюри международных фестивалей. До 1 июня 2019 года был главным художником «Московского детского театра теней» в Измайлово. С 1 июня 2019 года назначен художественным руководителем «Московского детского театра теней».

## Награды и звания
- Заслуженный художник Российской Федерации (26 июля 2000 года) — за заслуги в области искусства[6]
- 1997 год — Лауреат Премии «Золотая маска». Номинация — лучшая мужская роль, спектакль «Песня о Волге» (Санкт-Петербургский театр Сатиры на Васильевском острове)[7]